# صفدر تقی‌زاده
صفدر تقی‌زاده (زادهٔ ۲۷ تیر ۱۳۱۱ در آبادان – درگذشتهٔ ۲۳ مرداد ۱۴۰۰ در ایالات متحده آمریکا) نویسنده، مترجم و منتقد شناخته‌شده ایرانی بود. در دوران دبیرستان با هنر و ادب ایرانی آشنا شد. این علاقه موجب شد تا تحصیلات خود را تا سطح کارشناسی ارشد ادبیات انگلیسی در دانشگاه تهران ادامه دهد. مدتی در دانشگاه صنعت نفت آبادان زیر نظر استادان انگلیسی به تحصیل پرداخت. تحصیل در دانشکده نفت موجب پیشرفت دانش زبان انگلیسی وی شد.

## زندگی
او در سال ۱۳۱۱ در آبادان متولد شد و در فضای سیاسی، اجتماعی و فرهنگی شکوفای این شهر در اواخر دهه ۲۰ و اوایل دهه ۳۰ پرورش یافته‌است. تقی‌زاده در مدرسه فرهنگ و دبیرستان رازی و آموزشگاه فنی آبادان (که بعدتر دانشگاه صنعت نفت شد) درس خواند و زبان انگلیسی را همان‌جا آموخت. او کار ترجمه را از دورا دانشجویی با همراهی محمدعلی صفریان آغاز کرد. صفدر تقی‌زاده شماری از آثارش را با همکاری محمدعلی صفریان به نگارش درآورده بود. در این باره وی می‌گوید: «به این صورت بود که دو سه صفحه را بنده ترجمه می‌کردم و دو سه صفحه را صفریان. بعد هر کدام ترجمه دیگری را می‌برد و می‌خواند و نکاتی که به نظرش می‌رسید یادداشت می‌کرد. بعد این نکات را با هم مرور می‌کردیم و باز مطلب را از نو می‌خواندیم و پاک‌نویس‌اش می‌کردیم. کار وقت‌گیری بود، اما ترجمه نسبتاً دقیق و رضایت‌بخش از آب درمی‌آمد».
صفدر تقی‌زاده علاوه بر ترجمه انگلیسی به فارسی و ترجمه فارسی به انگلیسی، سال‌ها به آموزش زبان انگلیسی پرداخت. وی در دانشگاه‌های تهران، علامه طباطبایی و شهید بهشتی آموزش زبان انگلیسی تخصصی را بر عهده داشت. تقی‌زاده عضو هیئت داوران جایزه ادبی مجله گردون، جایزه ادبی پکا، جایزه ادبی گلشیری، و جایزه ادبی یلدا بود ولی هرگز ترجمه را رها نکرد. اگر ادبیات وجود نداشت نوشته دوریس لسینگ و شعر جهان نوشته سی. کی. ویلیامز نمونه‌ای از ترجمه انگلیسی به فارسی تقی‌زاده بودند.
صفدر تقی‌زاده داستان‌های زیادی نوشته و کارشناس نقد داستان بود. وی نویسنده مقاله‌های زیادی در مجله‌های آدینه و سفر بود. او در بیست سال پایانی زندگی خود کم‌کار شده بود.
صفدر تقی‌زاده از دوستان نزدیک نجف دریابندری و ناصر تقوایی بود.

## درگذشت
صفدر تقی‌زاده چندروزی بود که به دلیل بیماری در یکی‌از بیمارستان‌های آمریکا بستری بود، که سرانجام در ۲۳ مرداد ۱۴۰۰ در آمریکا درگذشت. گفته شده‌است که خاکسپاری او در همان‌جا برگزار می‌شود.

## کتابشناسی

### ترجمه‌ها
- آنا کریستی اثر یوجین اونیل (با همکاری محمد علی صفریان)
- مرگ در جنگل اثر شروود اندرسن (با همکاری محمد علی صفریان)
- اهریمن پیر اثر پرل باک (با همکاری محمد علی صفریان)
- چرخ‌فلک اثر آرتور شنیتسلر (با همکاری محمد علی صفریان)
- سفر دور و دراز به وطن (مجموعه نمایش‌نامه کوتاه) (با همکاری محمد علی صفریان)
- تورتیلا فلت اثر جان اشتاین بک (با همکاری محمد علی صفریان)
- بزرگترین شخصیت‌های قرن بیستم: مهمترین شخصیت‌های قرن و هزاره از دید منتقدان مجله تایم
- داستانهای کوتاه از نویسندگان امروز ایران و جهان (با همکاری اصغر الهی)
- رمان برگزیده معاصر اثر آنتونی برجس
- داستانهای کوتاه ایران و جهان
- تاریخ تمدن: رنسانس اثر ویل دورانت (با همکاری ابوطالب صامری)[۶]
- زائران غریب (دوازده داستان) اثر گابریل گارسیا مارکز
- یاد و نگاه: چهره‌های هنر و فرهنگ معاصر ایران (ترجمه به انگلیسی)
- یوجین اونیل اثر جان گسنر
- اگر ادبیات وجود نداشت اثر اثر دوریس لسینگ
- شعر جهان اثر سی. کی. ویلیامز
- غیب گویی: یودیت اثر پیتر هاندکه
- سینما و موسیقی: فیلمنامه‌نویسی به سبک گودار اثر اومبرتو اکو
- جهنم روی زمین اثر رابرت جیمز
- اهانت به تماشاگر: سیل اثر پیتر هاندکه
- کمال اثر ولادیمیر ناباکوف
- بعضی چیزها پایدار می‌مانند - دست‌گرمی برای نوشتن یک داستان
- روشنایی مثل آب است
- سه شعر از گونتر گراس
- سرودی برای بوی هیزم
- واقعه ای سر پیچ خیابان

### آثار فارسی
- سهم من کو؟ مجموعه داستان از نویسندگان جدید ایران
- کتاب سخن
- ۲۲ شعر از رابیندرانات تاگور
- شکوفایی داستان کوتاه در دهه نخستین انقلاب

## مقالات
- صادق چوبک و تأثیرپذیری از ادبیات داستانی مدرن آمریکا
- خوشه‌های کبود آتش و دود: ویژگی‌های م. آزاد در عرصه زندگی و شعر
- فرهنگ روشنفکری در کنار نفت
- نقد ادبی: پست مدرنیسم از چه زمانی آغاز شد؟
- نخستین داستان‌نویس زن ایرانی
- گوناگون: نوستالژی
- هایکوهای مکزیکی
- نمایشنامه نویسان بزرگ پایان قرن
- نوآوری در دادگاهی بی پایان
- جایگاه «سلین» در ادبیات جهان